# Loles León
María Dolores León Rodríguez, més coneguda pel nom artístic de Loles León   (Barcelona, 1 d'agost de 1950), és una actriu de cinema i televisió catalana. És coneguda per ser una de les noies de Pedro Almodóvar i pels seus papers a televisió, com per exemple el paper de Paloma Hurtado a la sèrie d'Aquí no hay quien viva.

## Biografia
Loles León es traslladà de Catalunya a Madrid per emprendre una carrera com a intèrpret. En plena moguda madrilenya coneix Pedro Almodóvar, qui li ofereix uns papers a Mujeres al borde de un ataque de nervios (1987) i a Átame (1989).
Posteriorment, Loles León treballà amb Vicente Aranda en papers de repartiment a les pel·lícules El amante bilingüe (1993) i Libertarias (1996).
El 1997 actua com a protagonista a la pel·lícula Amor de hombre i el 1998 roda La niña de tus ojos, en la que protagonitzà una empleada de la llar que, al final d'una experiència traumàtica a l'Alemanya nazi, decideix ser revolucionària. L'any següent fou candidata al Premi Goya a la millor interpretació femenina de repartiment.
El 2003 començà a treballar a Aquí no hay quien viva (Aquí no s'hi pot viure) i el 2004 protagonitzà el primer curtmetratge de Julián Quintanilla: Implicació, fet que li va fer guanyar el Premi a la Millor Actriu al Festival de Cinema de Girona.
El 2007 presentà la Gala Drag Queen i treballà a la sèrie Fuera de control (Fora de control), coprotagonitzada per Amparo Larrañaga.
També ha participat en la segona part de la sèrie de televisió Manos a la obra, en què hi actua al paper de Milagros, governanta de l'hotel, i en la sèrie La que se avecina.
L'any 2025 va rebre la Creu de Sant Jordi atorgada per la Generalitat de Catalunya com a reconeixement a la seva tasca.

## Filmografia

### Cinema
- 1978: Companys, procés a Catalunya
- 1983: Victòria!
- 1986: La rossa del bar
- 1988: Mujeres al borde de un ataque de nervios
- 1989: ¡Átame!
- 1990: Yo soy ésa
- 1990: Don Juan, mi querido fantasma
- 1991: Los gusanos no llevan bufanda
- 1993: El amante bilingüe
- 1994: La pasión turca
- 1995: Alma gitana
- 1996: Mor, vida meva
- 1996: Libertarias
- 1996: La duquesa roja
- 1997: Amor de hombre
- 1998: El grito en el cielo
- 1998: La niña de tus ojos
- 1999: Ruleta
- 1999: Esa maldita costilla
- 1999: Almejas y mejillones
- 2000: Obra maestra
- 2001: La última mirada
- 2002: Hable con ella
- 2003: Descongélate!
- 2003: Implicación
- 2003: El Cid: La leyenda
- 2004: Laura
- 2005: Desde que amanece apetece
- 2006: Manuela
- 2009: Fuga de cerebros
- 2011: Fuga de cerebros 2
- 2011: Inmóvil

### Televisió
- 1991: Estress
- 1992-1994: ¡Hola Raffaella!
- 1993: A las 8 con Raffaella
- 1996: Sorpresa ¡Sorpresa!
- 1997: Per a què serveix un marit?
- 1999: Camino de Santiago
- 2000-2005: El club de la comedia
- 2003-2004: Aquí no hay quien viva
- 2006: Fuera de control
- 2006-2007: Manolo y Benito Corporeision
- 2009: Tú sí que vales
- 2013: Águila Roja
- 2016: La que se avecina

## Teatre
- 1979: Un home és un home
- 1979: No vols tassa? Tassa i mitja!
- 1981: Lola, espill fosc
- 1982-1983: ¡¡¡Vuelve el Arnau!!!
- 1985: Lola
- 1985: La desaparició de Wendy
- 2007-2008: Por los pelos
- 2009: La Gran Vía... esquina a Chueca
- 2011-2012: La gran depresión
- 2013: Más Sofócos

## Premis i nominacions[4]
| Any  | Premi                                | Categoria                            | Títol                  | Resultat   |
| ---- | ------------------------------------ | ------------------------------------ | ---------------------- | ---------- |
| 1991 | Premis ACE (Nova York, EUA)          | Millor actriu de repartiment         | ¡Átame!                | Guanyadora |
| 1991 | Premis Goya                          | Millor actriu de repartiment         | ¡Átame!                | Nominada   |
| 1997 | Premis Goya                          | Millor actriu de repartiment         | Libertarias            | Nominada   |
| 1997 | Premis ACE (Nova York, EUA)          | Millor actriu de repartiment         | Libertarias            | Guanyadora |
| 1998 | Premis Butaca                        | Millor actriu catalana de cinema     | Amor de hombre         | Nominada   |
| 1999 | Premis Goya                          | Millor actriu de repartiment         | La niña de tus ojos    | Nominada   |
| 2004 | Premis Butaca                        | Millor actriu catalana de cinema     | Descongélate!          | Nominada   |
| 2004 | Fotogramas de Plata                  | Millor actriu de televisió           | Aquí no hay quien viva | Guanyadora |
| 2004 | Premis de la Unió d'Actors (Espanya) | Protagonista TV - Categoria Femenina | Aquí no hay quien viva | Nominada   |

## Curiositats
- Ha participat en el programa Tú sí que vales d'Antena 3, presentat per Juan y Medio.
- Loles León va demanar un augment de sou a la sèrie espanyola Aquí no hay quien viva. No l'hi van concedir, perquè la sèrie és coral i estava establert que tots els actors cobressin el mateix. En no acceptar-ho, com a resposta, els guionistes van decidir prescindir-ne i fer desaparèixer el personatge.
- Ha fet també aparicions al concurs Tú sí que vales de Telecinco (Espanya), formant part del jurat.
- També ha aparegut com a convidada al programa Buscant la Trinca de TV3.